# Ognon
Ognon är en kommun i departementet Oise i regionen Hauts-de-France i norra Frankrike. Kommunen ligger i kantonen Senlis som tillhör arrondissementet Senlis. År 2018 hade Ognon 159 invånare.

## Befolkningsutveckling
Antalet invånare i kommunen Ognon
| Referens: INSEE |